# Scream If You Wanna Go Faster
Scream If You Wanna Go Faster é o segundo álbum de estúdio da cantora britânica Geri Halliwell, lançado em 14 de maio de 2001 pela EMI Records.
Após o sucesso comercial de seu álbum de estreia, Schizophonic, lançado dois anos antes, a cantora começou a trabalhar em seu sucessor com diversos produtores, tais como Gregg Alexander, Rick Nowels, Stephen Lipson, além de outros com os quais havia trabalhado anteriormente, como a dupla Absolute.
A capa álbum que mostra Halliwell de patins segurando a traseira de um carro, foi criticada por organizações de segurança rodoviária, que afirmaram que a cantora estava passando uma mensagem inadequada as crianças.
Como estratégia promocional, a cantora embarcou em uma extensa turnê pelo Reino Unido e Europa, apresentando-se em programas de televisão como Top of the Pops e festivais como Party in the Park e Popkomm. Além disso, três singles foram lançados, o primeiro "It's Raining Men" que faz parte da trilha sonora do filme de 2001 O Diário de Bridget Jones e tornou-se um sucesso, além da faixa-título e "Calling", que atingiram as posições de número oito e sete no Reino Unido, respectivamente.
As resenhas da crítica especializada em música foram em maioria desfavoráveis, com opiniões negativas em relação a produção, as letras das canções, e o alcance vocal de Halliwell.
Comercialmente, obteve sucesso moderado,. Alcançou o top dez nas paradas musicais da Grécia, Itália e Reino Unido, sendo certificado como disco de ouro pela British Phonographic Industry (BPI) e tornando-se o 127º álbum mais vendido de 2001 nestaa última região.

## Antecedentes e produção
Em 1999, depois de deixar as Spice Girls, Halliwell lançou seu primeiro álbum solo Schizophonic. Três de seus singles - "Mi Chico Latino", "Lift Me Up" e "Bag It Up" - alcançaram o número um no UK Singles Chart. O álbum em si também foi um sucesso, sendo certificado como dupla platina pela British Phonographic Industry (BPI) e ouro pela Recording Industry Association of America (RIAA). Ela começou a trabalhar em seu segundo álbum em 2000, colaborando com a equipe de produção Absolute, que produziu seu álbum anterior, bem como novos produtores como Gregg Alexander, Rick Nowels e Stephen Lipson. Ela e Alexander trabalharam juntos em Los Angeles. Halliwell descreveu o trabalho com Nowels como uma "experiência assustadora" e explicou:

"Eu nunca conheci ninguém que fosse ainda mais insistente em fazer as coisas no estúdio do que eu, mas Rick era realmente motivado e me dava muito trabalho. O dia de trabalho começava às dez e continuava até que ele estivesse satisfeito, mesmo que fosse uma ou duas da manhã. Seu método de composição era simples. Ele me sentou em um banquinho em seu estúdio e apenas me disse para cantar. Ele usava as palavras e melodias que eu criava para me ajudar a construir uma música. ainda muito incerto dos meus talentos, mas o estilo de escrita de Rick me levou aos meus limites. Ele era um capataz difícil, mas sempre fiquei grata a ele, à medida que o trabalho prosseguia. Nos tornamos grandes amigos. Foi muito desgastante".

Halliwell disse que Scream If You Wanna Go Faster era diferente de seu antecessor porque: "de uma maneira muito mais criativa, explorei todos os detalhes. Neste álbum comecei a perceber que sou uma artista autêntica capaz de escrever músicas e fazê-lo bem. Ela também o descreveu como "brilhante e colorido, mas há um significado mais profundo por baixo se você se importa e escolhe olhar. Algumas delas são profundas como [uma] poça, outras são um poço sem fundo, como um poço". A cantora afirmou que acreditava que ele era melhor que o anterior, de 1999.

## Arte da capa e contracapa
A arte do álbum mostra Halliwell utilizando um patins, segurando na parte de trás de um Cadillac. Ativistas de segurança no trânsito alegaram que a imagem estava dando um mau exemplo para as crianças e poderia colocar suas vidas em risco. Jane Eason, da organização Royal Society for the Prevention of Accidents, disse que foi "um comportamento muito irresponsável" da cantora. Ela elaborou: "Estamos muito preocupados com as crianças brincando com patins, micro scooters ou skates em qualquer lugares próximos de estradas, mais ainda se pendurando na traseira dos carros", explicando que uma quantidade significativa de problemas resultou quando truques semelhantes foram usados em um filme de a franquia Back to the Future. Ela terminou dizendo que, considerando que Halliwell foi proibida de dirigir meses antes do lançamento, ela achou "muito errado da parte dela encorajar esse tipo de coisa". Mary Williams, da organização de segurança rodoviária Brake, compartilhou sentimentos semelhantes, afirmando que: "Geri Halliwell é um ícone para crianças pequenas e nossa preocupação é que elas sejam tentadas a copiá-la. Eu esperava que Geri e seus assessores tivessem um pouco de previsão das possíveis consequências de tal mensagem". Um porta-voz de Halliwell achou incrível que a capa tenha sido levada tão a sério, pois pretendia ser apenas uma "imagem brilhante e divertida". A foto da contracapa mostrava Halliwell gritando os títulos das músicas através de um megafone. Por cada letra de música na contracapa do álbum, é especificado se a música é "para o coração", "sexy", "para fazer você se mexer" ou "para a mente".

## Divulgação
Em relação as estratégias promocionais, a cantora embarcou em uma extensa turnê pelo Reino Unido e Europa, onde cantou várias faixas do álbum em programas de televisão como Top of the Pops, e festivais como o Festivalbar, Party in the Park, e Popkomm. Em julho de 2001, apresentou-se no evento anual de moda Donna Sotto le Stelle, em Roma. No meio da apresentação, ela pulou na Fontana della Barcaccia na Escadarias da Praça da Espanha. Com a atitude, a cantora irritou os moradores e foi multada pela polícia italiana em £ 320. A organização argumentou que: "É uma ofensa pular nas fontes da cidade, os moradores se perguntaram por que ela deveria fazer isso e se safar?" Halliwell respondeu dizendo "Os italianos disseram que eu poderia fazer isso".

## Singles
"It's Raining Men" foi destaque internacionalmente como o primeiro single da trilha sonora do filme de 2001 Bridget Jones's Diary, e selecionado como o primeiro single do álbum em abril de 2001. Apesar das baixas expectativas da gravadora, e comentários de que as estações de rádio não adicionariam a faixa às suas listas de reprodução, a música estreou no número um no UK Singles Chart e permaneceu lá por duas semanas. Tornou-se o quarto single número um consecutivo de Halliwell no Reino Unido, vendendo 449.000 cópias apenas na região, e tornando-se o 13º mais vendido de 2001 no país. A canção foi um enorme sucesso na França e foi certificado como Diamante pelo Syndicat National de l'Édition Phonographique (SNEP). Com a música, Geri Halliwell ganhou o prêmio "Canção Internacional do Ano" no NRJ Music Awards de 2002 na França.
"Scream If You Wanna Go Faster" foi lançada como o segundo single em agosto de 2001. No Reino Unido, atingiu a posição de número oito, tornando-se o single com a menor posição da carreira de Halliwell na época, além de ser considerado um fracasso pela imprensa britânica. O single também não foi tão bem sucedido quanto o single anterior em toda a Europa, chegando aos números 66 e 67 ,na Suíça e na Alemanha, respectivamente, apesar de ter alcançado o top dez na Itália.
Considerada pela própria Halliwell como sua música favorita do álbum, "Calling" foi escolhida como seu terceiro e último single em novembro de 2001. Ela alcançou o sucesso moderado do single anterior, chegando ao número sete no Reino Unido, e alcançou melhores posições na Alemanha e na Suíça do que a faixa-título. Devido ao desempenho abaixo do esperado do single, nenhum outro de Scream If You Wanna Go Faster foi lançado, e Halliwell mudou-se para Los Angeles por vários meses e deu uma pausa na indústria da música.

## Recepção crítica
| Críticas profissionais | Críticas profissionais |
| Avaliações da crítica  | Avaliações da crítica  |
| Fonte                  | Avaliação              |
| ---------------------- | ---------------------- |
| AllMusic               | [ 28 ]                 |
| The Birmingham Mail    | [ 29 ]                 |
| Daily Mirror           | Desfavorável           |
| Dotmusic               | [ 31 ]                 |
| Entertainment.ie       | [ 32 ]                 |
| The Guardian           | [ 33 ]                 |
| Hot Press              | Desfavorável           |
| Laut.de                | [ 35 ]                 |
| NME                    | [ 36 ]                 |

As resenhas da crítica especializada em música, foram em maioria desfavoráveis.
Christian Ward da revista NME avaliou com apenas uma entre dez estrelas, e comentou que Scream If You Wanna Go Faster era o som de "uma Spice em crise chegando de volta em um clima pop que ela deveria ter dominado depois de Schizophonic", e notou o fato de Halliwell "nunca acertar [nas músicas e nos álbuns], o que por um tempo, como Sarah Ferguson, foi parte de seu charme patético. Agora, ela não tem mais a menor ideia [de como fazer música]. Na tentativa de ser uma Liza Minnelli pop do século 21, ela ignorou as coisas interessantes e foi direto para seu próprio The Muppets Take Manhattan". O site Entertainment.ie também avaliou com uma de cinco estrelas, enquanto o definiu como: "um desastre absoluto: Geri obedientemente mergulha no rock, reggae, disco e 'rap, todos igualmente de maneira superficial, pouco convincentes e instantaneamente esquecíveis. Seus vocais são fracos, as músicas são estereotipadas e o álbum como um todo é uma bagunça chata e irritante". Outra crítica negativa veio de Caroline Sullivan do jornal The Guardian, que disse que mesmo em seus momentos "pensativos", é "afundado por [seu] som de linha de produção e alcance limitado de Halliwell".
Alison Jones, do jornal Birmingham Mail, descreveu as faixas como "do brando ao não tão ruim", e observou que "a impressão esmagadora [que temos com esse] álbum é que todas as letras foram escritas com a ajuda de um pequeno livro de clichês, dando-lhes a ressonância e profundidade emocional do conteúdo de um biscoito da sorte". Ian Sturgess, do jornal Daily Mirror, comentou que Halliwell "fez o máximo para fazer um álbum atrevido, irreverente e cheio de atitude suja, mas que acaba muito longe de consegui-lo". Lisa Oliver, do site Dotmusic, fez uma crítica mista, na qual dizia que ele "nunca será um álbum seminal para mudar sua vida e voltar novamente. Mas é um álbum que você pode acompanhar alegremente e cantar junto com o máximo de seus pulmões durante uma noite de bebedeira. Você não pode realmente pedir mais de um álbum pop do que isso". Jose F. Promis, do site AllMusic, foi mais positivo, observando que, apesar de alguns momentos de tédio, era "diverso, animador e divertido por completo". Scream If You Wanna Go Faster mais tarde foi incluído na lista da revista Gigwise dos piores álbuns da década de 2000.

## Desempenho comercial
No Reino Unido, Scream If You Wanna Go Faster vendeu 9.000 cópias em seu primeiro dia de lançamento, e embora fosse esperado para chegar ao top três, estreou no número cinco no UK Albums Chart, em 21 de maio de 2001, vendendo cerca de 22.000 cópias em sua primeira semana. Permaneceu 16 semanas dentro do gráfico e se tornou o 127º álbum mais vendido de 2001 no Reino Unido. Foi certificado como disco de ouro pela British Phonographic Industry (BPI). Em toda a Europa, alcançou um sucesso moderado. Na Áustria, estreou no número 43 em 3 de junho de 2001, atingindo seu pico no número 30 duas semanas depois. Na Alemanha alcançou o número 29 na parada de álbuns. Ele experimentou mais sucesso na Grécia e na Itália, alcançando os números cinco e oito, respectivamente.
De acordo com Halliwell, as baixas vendas fizeram com que a decepção a atingisse substancialmente: "Eu estava tão orgulhosa do disco que queria que o progresso que fiz fosse reconhecido. Do jeito que estava acontecendo, porém, [o disco nem] estava [sendo comprado e por conseguinte] nem conseguindo ser ouvido".

## Lista de faixas
Créditos adaptados do encarte do CD Scream If You Wanna Go Faster.
| CD             |                                          |                                                     |         |  |
| N.º            | Título                                   | Compositor(es)                                      | Duração |  |
| 1.             | "Scream If You Wanna Go Faster"          | Halliwell, Rick Nowels                              | 3:38    |  |
| 2.             | "Shake Your Bootie Cutie"                | Gregg Alexander, Halliwell, Rick Nowels             | 4:02    |  |
| 3.             | "Calling"                                | Halliwell, Peter John Vettese                       | 4:25    |  |
| 4.             | "Feels Like Sex"                         | Traci Ackerman,Halliwell, Andy Watkins, Paul Wilson | 3:24    |  |
| 5.             | "Circles Around the Moon"                | Traci Ackerman,Halliwell, Andy Watkins, Paul Wilson | 3:59    |  |
| 6.             | "Love is the Only Light"                 | Jörgen Elofsson, Geri Halliwell, Steve Lipson       | 3:26    |  |
| 7.             | "Strength of a Woman"                    | Halliwell, Rick Nowels                              | 4:03    |  |
| 8.             | "Don't Call Me Baby"                     | Halliwell, Andy Watkins, Paul Wilson                | 3:42    |  |
| 9.             | "Lovey Dovey Stuff"                      | Traci Ackerman,Halliwell, Andy Watkins, Paul Wilson | 3:39    |  |
| 10.            | "It's Raining Men"                       | Paul Jabara, Paul Shaffer                           | 4:18    |  |
| 11.            | "Heaven and Hell (Being Geri Halliwell)" | Jörgen Elofsson, Halliwell, Steve Lipson            | 3:31    |  |
| 12.            | "I Was Made That Way"                    | Halliwell,Peter John Vettese                        | 4:47    |  |
| Duração total: | Duração total:                           | Duração total:                                      | 46:55   |  |

| Edição Francesa |                     |                              |         |  |
| N.º             | Título              | Compositor(es)               | Duração |  |
| 13.             | "Au Nom De L'Amour" | Halliwell,Peter John Vettese | 3:56    |  |

| Edição Japonesa |                   |                              |         |  |
| N.º             | Título            | Compositor(es)               | Duração |  |
| 13.             | "Brave New World" | Halliwell,Peter John Vettese | 4:10    |  |

## Tabelas
| Tabela musical (2001)                 | Melhor posição |
| ------------------------------------- | -------------- |
| Australian Albums (ARIA)              | 55             |
| Áustria (Ö3 Austria Top 40)           | 30             |
| Canadian Albums (Nielsen)             | 43             |
| França (SNEP)                         | 133            |
| Alemanha (Offizielle Deutsche Charts) | 29             |
| Greek Albums (IFPI)                   | 5              |
| Hungria (MAHASZ)                      | 33             |
| Irlanda (IRMA)                        | 15             |
| Itália (FIMI)                         | 15             |
| Spanish Albums (PROMUSICAE)           | 20             |
| Suíça (Schweizer Hitparade)           | 22             |
| Reino Unido (Official Albums Chart)   | 5              |

| Tabela musical (2001) | Posição |
| --------------------- | ------- |
| Italian Albums (FIMI) | 82      |
| UK Albums (OCC)       | 127     |

## Certificações e vendas
| Região                                                                                             | Certificação | Vendas   |
| -------------------------------------------------------------------------------------------------- | ------------ | -------- |
| França (SNEP)                                                                                      | Ouro         | 100,000* |
| Reino Unido (BPI)                                                                                  | Ouro         | 100,000  |
| *números de vendas baseados somente na certificação ^distribuições baseadas apenas na certificação |              |          |